# Сандомирська губернія
Сандомирська губе́рнія — адміністративно-територіальна одиниця Царства Польського Російської імперії, що існувала у 1837–1844 роках. Центр губернії — місто Радом.
Створена 1837 року указом Миколи І замість Сандомирського воєводства. 1844 року губернію було об'єднано із Келецькою губернією та найменовано Радомською губернією.

## Внутрішній поділ губернії
Губернія поділялася на 4 повіти: Опатовський, Опочинський, Радомський, Сандомирський.